# 2023년 11월
| 2023년: 1월 · 2월 · 3월 · 4월 · 5월 · 6월 · 7월 · 8월 · 9월 · 10월 · 11월 · 12월 |

| \| 2023년 11월 1일 (수요일) \| \| 편집 \| |  |      |
|                                           |  |      |
| 2023년 11월 1일 (수요일)                  |  | 편집 |

| 2023년 11월 1일 (수요일) |  | 편집 |

| \| 2023년 11월 2일 (목요일) \| \| 편집 \| |  |      |
| 법과 범죄 - 암호화폐 거래소 FTX의 창업자이자 전직 CEO인 샘 뱅크먼프리드가 사기와 돈세탁을 포함한 7개 범죄혐의에 대해 유죄판결을 받았다. 국제 관계 - 블라디미르 푸틴 러시아 대통령이 포괄적 핵실험 금지 조약(CTBT)에 대한 러시아의 비준을 취소하는 법안에 서명했다. 스포츠 - 2023년 월드 시리즈(2023 World Series)에서 텍사스 레인저스가 창단 63년 만에 처음으로 우승하였다. 텍사스는 5차전에서 애리조나 다이아몬드백스를 5:0으로 꺾으며 시리즈 전적 4:1로 우승하였다. 시리즈 최우수 선수(MVP)에는 코리 시거(사진)가 선정되었다. - 코리 시거의 MVP 선정은 LA 다저스 선수로 뛰었던 2020년 월드 시리즈에 이어 개인 통산 두 번째이다. 시거에 앞서서 월드시리즈 MVP에 2회 이상 선정된 선수로는 샌디 쿠팩스, 밥 깁슨, 레지 잭슨 등 세 명이 있고, 이들 모두는 명예의 전당 헌액자이다. |  |      |
| 2023년 11월 2일 (목요일) |  | 편집 |

| 2023년 11월 2일 (목요일) |  | 편집 |

| \| 2023년 11월 3일 (금요일) \| \| 편집 \|                                                                        |  |      |
| 사고와 재해 - 2023년 네팔 지진: 네팔 카르날리주에서 규모 6.4의 지진이 발생해 60명 이상이 숨지는 사건이 발생했다. |  |      |
| 2023년 11월 3일 (금요일)                                                                                         |  | 편집 |

| 2023년 11월 3일 (금요일) |  | 편집 |

| \| 2023년 11월 4일 (토요일) \| \| 편집 \| |  |      |
| 법과 범죄 - 대한민국의 범죄인 김길수가 서울구치소에 수용되어 있던 도중에 외부 병원에서 치료를 받다가 도주한 사건이 발생했다. 도주가 장기화 될 가능성이 높아지자 교정당국은 현상금을 1,000만원으로 올렸다. |  |      |
| 2023년 11월 4일 (토요일) |  | 편집 |

| 2023년 11월 4일 (토요일) |  | 편집 |

| \| 2023년 11월 5일 (일요일) \| \| 편집 \| |  |      |
| 스포츠 - 2023년 한국시리즈 - KT 위즈가 플레이오프 5차전에서 NC 다이노스를 3:2로 꺾고, 시리즈 전적 3승 2패로 2023년 한국시리즈에 진출하였다. KT는 오는 11월 7일부터 LG 트윈스와 챔피언 자리를 두고 겨루게 되었다. - KT는 2패를 한뒤에 3연승을 거두었는데, 연패 뒤 모든 경기를 가져오며 한국시리즈에 진출하는 것은 1996년 한국시리즈에 진출한 현대 유니콘스, 2009년 한국시리즈에 진출한 SK 와이번스 이후 역대 세 번째이다. - 2023년 일본 시리즈 - 한신 타이거스가 7차전 경기에서 7:1로 오릭스 버팔로스를 꺾고, 시리즈 전적 4승 3패로 우승하였다. 한신의 우승은 1985년 일본 시리즈 이후 35년만으로, 두 번재 우승이다. 시리즈 최우수 선수에는 지카모토 고지가 선정되었다. |  |      |
| 2023년 11월 5일 (일요일) |  | 편집 |

| 2023년 11월 5일 (일요일) |  | 편집 |

| \| 2023년 11월 6일 (월요일) \| \| 편집 \| |  |      |
|                                           |  |      |
| 2023년 11월 6일 (월요일)                  |  | 편집 |

| 2023년 11월 6일 (월요일) |  | 편집 |

| \| 2023년 11월 7일 (화요일) \| \| 편집 \|                                                                      |  |      |
| 스포츠 - 2023년 한국시리즈 - KT 위즈가 한국시리즈 1차전에서 LG 트윈스를 3:2로 꺾고 시리즈 전적 1승을 기록했다. |  |      |
| 2023년 11월 7일 (화요일)                                                                                       |  | 편집 |

| 2023년 11월 7일 (화요일) |  | 편집 |

| \| 2023년 11월 8일 (수요일) \| \| 편집 \| |  |      |
|                                           |  |      |
| 2023년 11월 8일 (수요일)                  |  | 편집 |

| 2023년 11월 8일 (수요일) |  | 편집 |

| \| 2023년 11월 9일 (목요일) \| \| 편집 \| |  |      |
|                                           |  |      |
| 2023년 11월 9일 (목요일)                  |  | 편집 |

| 2023년 11월 9일 (목요일) |  | 편집 |

| \| 2023년 11월 10일 (금요일) \| \| 편집 \| |  |      |
|                                            |  |      |
| 2023년 11월 10일 (금요일)                  |  | 편집 |

| 2023년 11월 10일 (금요일) |  | 편집 |

| \| 2023년 11월 11일 (토요일) \| \| 편집 \| |  |      |
|                                            |  |      |
| 2023년 11월 11일 (토요일)                  |  | 편집 |

| 2023년 11월 11일 (토요일) |  | 편집 |

| \| 2023년 11월 12일 (일요일) \| \| 편집 \| |  |      |
|                                            |  |      |
| 2023년 11월 12일 (일요일)                  |  | 편집 |

| 2023년 11월 12일 (일요일) |  | 편집 |

| \| 2023년 11월 13일 (월요일) \| \| 편집 \| |  |      |
| 스포츠 - 2023년 한국시리즈 - LG 트윈스가 5차전 경기에서 KT 위즈에 6:2로 승리, 시리즈 전적 4승 1패로 우승하였다. LG 트윈스의 한국시리즈 우승은 29년 만으로, 1990년 한국시리즈, 1994년 한국시리즈에 이은 통산 세 번째 우승이다. - 시리즈 최우수 선수(MVP)에는 오지환이 선정되었다. 오지환은 시리즈 2·3·4차전 연속 경기 홈런을 기록하였다. 오지환은 2009년 LG 트윈스에서 프로 선수 생활을 시작하여 줄곧 LG에서 뛰었다. 문화와 예술 - 박민 전 문화일보 논설위원이 한국방송공사 사장에 취임했다. |  |      |
| 2023년 11월 13일 (월요일) |  | 편집 |

| 2023년 11월 13일 (월요일) |  | 편집 |

| \| 2023년 11월 14일 (화요일) \| \| 편집 \|                                                                        |  |      |
| 사고와 재해 - 아이슬란드에서 11월 13일부터 지진이 900번이나 일어나는 등 화산 폭발로 인하여 4000명이 긴급대피했다. |  |      |
| 2023년 11월 14일 (화요일)                                                                                         |  | 편집 |

| 2023년 11월 14일 (화요일) |  | 편집 |

| \| 2023년 11월 15일 (수요일) \| \| 편집 \| |  |      |
|                                            |  |      |
| 2023년 11월 15일 (수요일)                  |  | 편집 |

| 2023년 11월 15일 (수요일) |  | 편집 |

| \| 2023년 11월 16일 (목요일) \| \| 편집 \|                                |  |      |
| 교육 - 2024학년도 대학수학능력시험이 대한민국 전역에서 동시에 시행되었다. |  |      |
| 2023년 11월 16일 (목요일)                                                 |  | 편집 |

| 2023년 11월 16일 (목요일) |  | 편집 |

| \| 2023년 11월 17일 (금요일) \| \| 편집 \| |  |      |
| 과학과 기술 - 지난 10월 개정된 도로교통법 시행 이후 '지능형로봇 개발 및 보급 촉진법'이 이날부터 시행됨에 따라 실외 자율주행 이동 로봇을 활용한 로봇배달 또는 로봇순찰이 가능해졌다. 사건과 사고 - 대한민국 정부가 운영하는 정부24 통합 포털 사이트 서버에 이상이 발생해 행정전산망이 마비되었다. - 2023년 11월 민다나오 지진: 필리핀 민다나오섬 남부에서 규모 7.2 강진이 발생했다. 정치와 선거 - 인천국제공항철도와 서울 지하철 9호선 직결운행과 관련해 서울특별시와 인천광역시는 운영비용 분담 문제를 해결하고, 기반시설을 만들어놓고도 이어지지 않았던 두 노선 직결에 대해 서로 합의했다. |  |      |
| 2023년 11월 17일 (금요일) |  | 편집 |

| 2023년 11월 17일 (금요일) |  | 편집 |

| \| 2023년 11월 18일 (토요일) \| \| 편집 \| |  |      |
|                                            |  |      |
| 2023년 11월 18일 (토요일)                  |  | 편집 |

| 2023년 11월 18일 (토요일) |  | 편집 |

| \| 2023년 11월 19일 (일요일) \| \| 편집 \| |  |      |
| 스포츠 - 리그 오브 레전드 월드 챔피언십 2023 대회에서 T1이 우승하였다. - T1(LCK)은 결승전에서 웨이보 게이밍(LPL)을 3:0으로 꺾고, 통산 네 번째(2013, 2015, 2016, 2023) 우승을 기록하였다. 이번 우승으로 T1은 챔피언십 최다 우승 기록을 종전 3회에서 4회로 경신하였다. - T1의 우승마다 함께한 페이커(Faker)는 통산 4번째 우승으로 역대 최다 우승 선수가 되었다. 결승전 최우수 선수에는 제우스(Zeus)가 선정되었다. |  |      |
| 2023년 11월 19일 (일요일) |  | 편집 |

| 2023년 11월 19일 (일요일) |  | 편집 |

| \| 2023년 11월 20일 (월요일) \| \| 편집 \| |  |      |
|                                            |  |      |
| 2023년 11월 20일 (월요일)                  |  | 편집 |

| 2023년 11월 20일 (월요일) |  | 편집 |

| \| 2023년 11월 21일 (화요일) \| \| 편집 \| |  |      |
|                                            |  |      |
| 2023년 11월 21일 (화요일)                  |  | 편집 |

| 2023년 11월 21일 (화요일) |  | 편집 |

| \| 2023년 11월 22일 (수요일) \| \| 편집 \| |  |      |
|                                            |  |      |
| 2023년 11월 22일 (수요일)                  |  | 편집 |

| 2023년 11월 22일 (수요일) |  | 편집 |

| \| 2023년 11월 23일 (목요일) \| \| 편집 \|                           |  |      |
| 사고와 재해 - 튀르키예 말라티아 지역에서 규모 5.3의 지진이 발생했다. |  |      |
| 2023년 11월 23일 (목요일)                                            |  | 편집 |

| 2023년 11월 23일 (목요일) |  | 편집 |

| \| 2023년 11월 24일 (금요일) \| \| 편집 \| |  |      |
|                                            |  |      |
| 2023년 11월 24일 (금요일)                  |  | 편집 |

| 2023년 11월 24일 (금요일) |  | 편집 |

| \| 2023년 11월 25일 (토요일) \| \| 편집 \| |  |      |
|                                            |  |      |
| 2023년 11월 25일 (토요일)                  |  | 편집 |

| 2023년 11월 25일 (토요일) |  | 편집 |

| \| 2023년 11월 26일 (일요일) \| \| 편집 \| |  |      |
|                                            |  |      |
| 2023년 11월 26일 (일요일)                  |  | 편집 |

| 2023년 11월 26일 (일요일) |  | 편집 |

| \| 2023년 11월 27일 (월요일) \| \| 편집 \| |  |      |
|                                            |  |      |
| 2023년 11월 27일 (월요일)                  |  | 편집 |

| 2023년 11월 27일 (월요일) |  | 편집 |

| \| 2023년 11월 28일 (화요일) \| \| 편집 \|                                       |  |      |
| 문화와 예술 - 사우디아라비아 리야드가 2030년 세계 박람회 개최 도시로 선정되었다. |  |      |
| 2023년 11월 28일 (화요일)                                                        |  | 편집 |

| 2023년 11월 28일 (화요일) |  | 편집 |

| \| 2023년 11월 29일 (수요일) \| \| 편집 \| |  |      |
|                                            |  |      |
| 2023년 11월 29일 (수요일)                  |  | 편집 |

| 2023년 11월 29일 (수요일) |  | 편집 |

| \| 2023년 11월 30일 (목요일) \| \| 편집 \| |  |      |
| 사고와 재해 - 2023년 경주 지진: 대한민국 경북 경주시에서 모멘트 규모 3.95의 지진이 발생하였다. 정치와 선거 - 미국의 외교관, 정치학자, 정치인인 헨리 키신저가 코네티컷주의 자택에서 사망하였다. |  |      |
| 2023년 11월 30일 (목요일) |  | 편집 |

| 2023년 11월 30일 (목요일) |  | 편집 |

| <          | 2023년 11월  | 2023년 11월 | 2023년 11월 | 2023년 11월 | 2023년 11월 | >          |
| 일         | 월           | 화          | 수          | 목          | 금          | 토         |
|            |              |             | 1 9.18 계해 | 2 19 갑자   | 3 20 을축   | 4 21 병인  |
| 5 22 정묘  | 6 23 무진    | 7 24 기사   | 8 25 경오   | 9 26 신미   | 10 27 임신  | 11 28 계유 |
| 12 29 갑술 | 13 10.1 을해 | 14 2 병자   | 15 3 정축   | 16 4 무인   | 17 5 기묘   | 18 6 경진  |
| 19 7 신사  | 20 8 임오    | 21 9 계미   | 22 10 갑신  | 23 11 을유  | 24 12 병술  | 25 13 정해 |
| 26 14 무자 | 27 15 기축   | 28 16 경인  | 29 17 신묘  | 30 18 임진  |             |            |

| - 2023년 - 10월 - 11월 - 12월 편집하기 |